# Dennis Weaver
Dennis Weaver (4. juni 1924 – 24. februar 2006) var en amerikansk skuespiller; Han var nok bedst kendt fra tv-serien McCloud, hvor han spillede hovedrollen som Samuel McCloud, eller bare Sam McCloud. I tv-serien spiller han en hårdtslående politibetjent i New York, der som en ægte cowboy fra Taos, New Mexico, rider rundt i byens gader og fanger kriminelle.
Dennis Weaver spillede også med i den intense thriller Duellen, instrueret af Steven Spielberg.